# (33506) 1999 GM23
1999 GM23 (asteroide 33506) é um asteroide da cintura principal. Possui uma excentricidade de 0.21266250 e uma inclinação de 7.93359º.
Este asteroide foi descoberto no dia 6 de abril de 1999 por LINEAR em Socorro.